# 利摩日圍城戰
利摩日圍城戰（英語：Siege of Limoges）是英法百年戰爭期間的一場戰役，發生在1370年9月。利摩日長期由英軍控制，但在1370年8月向法蘭西的贝里公爵约翰開城投降。黑太子愛德華在9月的第二週率領英軍發動圍城。城鎮在9月19日的強攻中失守，造成城市嚴重毀損與大量平民死亡。這場掠奪摧毀了百年來聞名歐洲的利摩日瓷漆工業。

## 攻城方
英格蘭─加斯科涅聯軍規模並不大，但由英王愛德華三世的三個兒子率領，分別是：威爾斯親王愛德華、蘭開斯特公爵岡特的約翰、劍橋伯爵蘭利的埃德蒙。愛德華當時患有疾病。跟隨他們的資深騎士有彭布羅克伯爵約翰·哈斯廷斯、瓦爾特·赫威蒂爵士（ Sir Walter Hewitt）、圭查德·丹格勒（Guichard d'Angle）以及布赫領主。軍隊人數不多，大約3200人，由約1000名披甲戰士、1000名弓箭手與1200名步兵組成。

## 守城方
圍城戰前夕，贝里公爵约翰帶領大多數軍隊離開利摩日，只留下140人駐守。根據尚·傅華薩記載，利摩日主教讓·德·克侯（Jean de Cros）在利摩日向貝里公爵約翰投降時扮演重要角色。約翰·維耶穆爵士、雨果·德·拉·羅歇與羅傑·包馮等人在城鎮中心頑強抵抗英軍，直到城市陷落後被捕。

## 掠奪與屠殺
傅華薩指控愛德華當時陷入一種「暴虐情緒」。他記載愛德華宣稱重奪利摩日並懲罰法軍是他唯一的目標，當城市淪陷後，三千市民不分男女老幼被屠殺，嚴重違背騎士精神，然而愛德華仍被「情緒與復仇心吞噬」。三位被俘的法蘭西騎士籲請岡特的約翰與劍橋伯爵「依照軍事法規」將他們以囚犯對待。
傅華薩的觀點有時被批評帶有法蘭西的偏見。傅華薩曾為英格蘭王室工作，為愛德華三世的王后埃努的菲莉琶服務，但當下是在法蘭西布魯瓦伯爵的雇傭之下寫作。
英國中世紀史家吉姆·布萊伯利並未駁斥傅華薩的說法，僅說明利摩日的暴行不是特殊的案例。理查德·威廉·巴柏在他的黑太子傳記中提到現代關於利摩日屠殺的記載只有300人傷亡，其他時代的紀錄則完全沒有提到市民死亡，只著重在財產損失。喬納森·薩姆欣法官也記錄市民死傷是300人，大概是正常人口的1/6，外加60名守軍戰死。一封由黑太子愛德華寄給富瓦伯爵的未拆封書信在近年被發現，裡面只提到200名俘虜，對平民傷亡隻字未提，更進一步使傅華薩的記錄受到質疑。 
歷史作家西恩·麥格萊恩（Sean McGlynn）在他的中世紀暴行研究《By Sword and Fire》分析屠殺的相關證據，提出鮮少有像利摩日圍城一樣城市幾乎完全摧毀的案例。他發掘出愛德華的行動背後有著複雜的原因交織，包含想要懲罰城市背叛的念頭，對於其他領土紛紛落入法蘭西手中的沮喪，自身病情的影響，以及因為無能防守而打算將城市的財富一掃而空。
邁克爾·瓊斯（Michael Jones）在他的黑太子傳記附錄中檢視相關證據，他發現考古學與文獻記載指向嚴重的財物損失且市民受到傷害，但並未達到傅華薩所述的層級，他根據文獻資料得出傷亡和被俘的市民與守軍大約在200到400人之間。他認為傅華薩的資料應該因「誹謗」而將其忽視。

## 外部連結
- The Black Prince’s Sack of Limoges (1370)